# Schweinaubach
Der Schweinaubach, im Unterlauf Gschwendgraben ist ein ganzjähriges Fließgewässer im Mangfallgebirge. Er entsteht an den Osthängen des Schliersbergs, hier Gschwendner Berg genannt, fließt in der Nähe des Fuchssteins vorbei und mündet schließlich in die Leitzach.